# Dicercomorpha strandi
Dicercomorpha strandi es una especie de escarabajo barrenador metálico del género Dicercomorpha, categorizada en la tribu Dicercini, de la subfamilia Chrysochroinae. Fue descrita por Obenberger en 1928.
Fue publicada en Obenberger J. Opuscula Buprestologica I. Beiträge zur Kenntnis der Buprestiden (Col.). Archiv für Naturgeschichte 92 (A) 9-11(1926):1-350. (1928). Se distribuye por la región indomalaya.